# Grupo ALA
La Asociación Libre de Artistas, más conocido como Grupo ALA, fue un asociación de artistas e intelectuales formada en Málaga (España) en el año 1931 y disuelta con el inicio de la guerra civil española en 1936. El grupo tuvo como objetivo revitalizar y modernizar el ambiente artístico y literario de la ciudad, que tras un período de intensa actividad marcado por la escuela malagueña de pintura durante la segunda mitad del siglo XIX, había decaído en las primeras décadas del siglo XX. 
Con una pretendida actitud rebelde, el grupo, presidido por Tomás Pellicer, surgió durante una de las reuniones que diversas personalidades con inquietudes artísticas mantenían en el café Duque, situado en la plaza de la Aduana, que fue la sede de la asociación en sus inicios hasta que se trasladó a un local en calle Beatas. 
Fueron miembros del grupo Luis Bono y el escultor José Castillo; los pintores Juan Eugenio Mingorance, Luis Torreblanca, Paco Garcés, Muñoz Toval, Francisco Blanca Mora, José Roquero, Eduardo Casares, Jorge Ravassa, Darío Carmona y Eusenio Salas; los escultores Adrián Risueño y Antonio Alastra; y los escritores y periodistas López Trescastro, Fernández Barreira, José Bugella, Julio Trenas e Ignacio Mendizábal. 
El grupo tuvo su momento álgido a los pocos meses de iniciar su andadura con motivo de la exposición del Salón de Agosto celebrada en la Sociedad Económica de Amigos del País de Málaga, que por entonces presidía Emilio Baeza Medina. Sin embargo, el grupo se disgregó pocos años después con la derrota del bando republicano en la contienda civil española, siendo muchos de sus miembros víctimas de la represión posterior y del exilio.  